# Kivipuro (vattendrag, lat 63,37, long 28,67)
Kivipuro är ett vattendrag i Finland.   Det ligger i landskapet Norra Savolax, i den centrala delen av landet, 400 km nordost om huvudstaden Helsingfors. Kivipuro ligger vid sjön Yläluostanjärvi.